# Alfredo Antonini
Cet article concerne le musicien. Pour le réalisateur italo-américain, voir Albert Band.
Alfredo Antonini, né le 31 mai 1901 à Milan et mort le 3 novembre 1983 à Clearwater, est un chef d'orchestre et  compositeur italo-américain, actif sur la scène internationale de concert, ainsi que sur le réseau de radio et de télévision CBS dès les années 1930, jusqu'aux années 1970,,,. En 1972, il reçoit un Emmy Award pour « for Outstanding Achievement in Religious Programming »  à la télévision pour sa direction de la création de l'opéra d'Ezra Laderman, And David Wept (« Et David Pleura ») pour la chaîne de télévision CBS,,,. En outre, il a reçu l'Ordre du mérite de la République italienne en 1980 ,.

## Biographie
Alfredo Antonini naît à Milan et suit ses études musicales au Conservatoire de Milan, en tant que disciple du légendaire chef d'orchestre italien, Arturo Toscanini. Il joue en tant qu'organiste et pianiste de l'Orchestre La Scala à Milan au cours des années 1920. Il émigre aux États-Unis en 1929.
Pendant les années 1940, il se distingue comme un chef d'orchestre de plusieurs grands orchestres sur les radios du réseau CBS, avec notamment : le CBS Pan American Orchestra (1940-1949) dans le cadre de l'initiative diplomatie culturelle du département d'État des États-Unis et du Bureau du Coordonnateur des Affaires Interaméricaines pendant la Seconde Guerre mondiale, le Columbia Concert Orchestra (1940-1949) et le CBS Symphony Orchestra,. Ses interprétations avec l'Orchestre panaméricain CBS ont été remarquables pour avoir contribué à faire connaître la musique latino-américaine et le boléro mexicain à un large public aux États-Unis .
Il dirige également en direct à la radio, pour la populaire émission Viva America, sur le réseau CBS et La Cadena de las Americas (le réseau des Amériques), en collaboration avec des artistes tels que Néstor Mesta Cháyres (ténor Mexicain connu aussi comme « El Gitano De Mexico »), Terig Tucci (compositeur et arrangeur Argentin), Elsa Miranda (chanteur Portoricain), Juan Arvizu (tènor Mexicain) et John Serry Sr. (accordéoniste concertiste italo-américain) , .

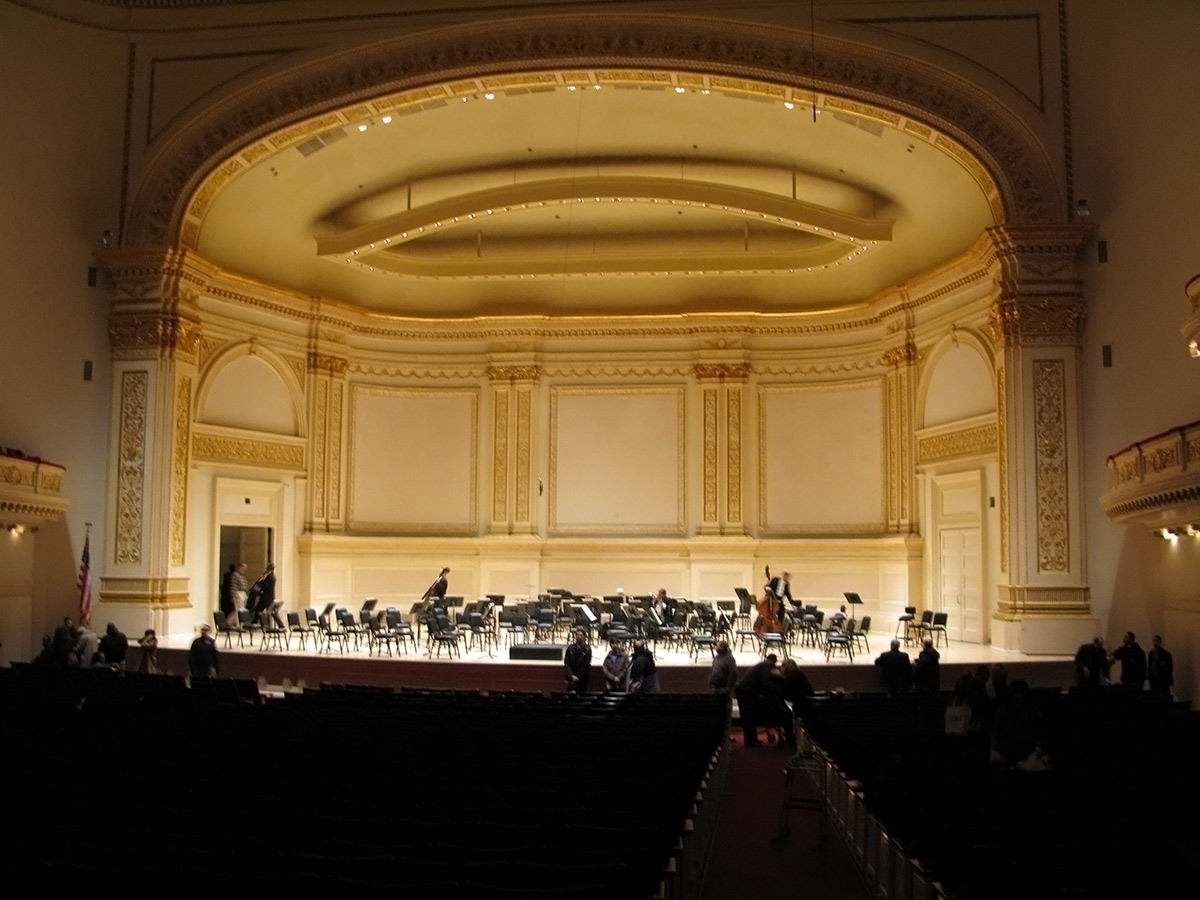
Carnegie Hall à New York Carnegie-hall-isaac-stern.

Il apparaît également avec Nestor Chayres, lors de la série de concerts Night of the Americas Concert au Carnegie Hall. Ses spectacles avec le Carnegie Hall Pops Orchestra au Carnegie Hall, sont attendues par le public avec impatience,. D'autres concerts en collaboration avec Juan Arvizu (El Troubador de las Americas) et le CBS Tipica Orchestra, pour l’Inter-America Music Fiesta également au Carnegie Hall, attire un grand succès,. En 1946, Antonini a enregistré plusieurs chansons latino-américaines populaires sur l'album  Latin American Music  pour Alpha Records (catalogues # 12205A, 12205B, 12206A, 12206B). Les chansons incluses : Tres Palabras (Osvaldo Farrés), Caminito de Tu Casa (Julio Alberto Hernandez), Chapinita (Miguel Sandoval) and Noche De Ronda (Agustín Lara),. Critique des albums dans  The New Records  a salué ses talents de chef de file et a salué la collection comme l'un des meilleurs nouveaux albums de musique latino-américaine.
Plus tard, dans les années 1940, Antonini collabore avec la chanteuse Victoria Cordova et John Serry Sr. dans une série d'enregistrements pour Muzak, mettant en vedette des compositions populaires connues du public en Amérique du Nord et du Sud.
Inclus parmi ces sélections musicales étaient: What a Difference a Day Made - Maria Grever, You Belong to My Heart - Agustín Lara, Siboney - Ernesto Lecuona, Amor - Gabriel Ruiz, Edelma Passilo - Terig Tucci, Say It Isn't So - Irving Berlin, How Deep Is the Ocean? - Irving Berlin and A Perfect Day - Carrie Jacobs-Bond,,,. Il a également collaboré avec le groupe latin Los Panchos Trio dans un enregistrement de la célèbre danse chilienne La Palma pour les disques Pilotone (# P45-5067). De plus, il enregistre plusieurs chansons populaires pour les disques de Columbia avec le célèbre baryton d'opéra Carlo Morelli qui comprend: La Spagnola (# 17192-D) , Alma Mia (# 17192-D) Canta Il Mare (# 17263-D), Si Alguna Vez (# 17263-D). Parmi les autres collaborateurs figuraient: le ténor italien Nino Martini pour un enregistrement de la chanson populaire Amapola (Columbia, # 17202-D) et le ténor mexicain Nestor Chayres pour un enregistrement de Granada (Agustín Lara, Decca, # 23770 A) . En 1948, il enregistre pour la radio, l'opéra miniature de Gian Carlo Menotti, Le Téléphone, avec Virginia Haskins et Thomas Pyle et pour la télévision, en version raccourcie, The Medium.
À la fin de la décennie en 1948, Antonini est également apparu en tant que chef d'orchestre dans le premier programme de la série d'été CBS Symphony qui a été diffusée en direct sur le réseau CBS Radio. Pendant ce temps, il a également collaboré avec des musiciens d'orchestre de premier plan, dont Julius Baker (en) (premier flûtiste de l'Orchestre philharmonique de New York). Plusieurs de ses performances avec le CBS Symphony Orchestra ont également été diffusées sur le réseau Voice of America en 1948 et 1949. De plus, ses enregistrements avec les chanteurs d'opéra Juan Arvizu et Nestor Mesta Chayres ont été transcrits pendant cette période pour être diffusés par le Réseau Radio des Forces Armées des États-Unis.
En tant que directeur de la musique de la télévision CBS, dans les années 1950, Alfredo Antonini, joue un rôle dans la présentation d'un vaste programme de musique classique et d'opéra pour le grand public. Sa collaboration avec Julie Andrews, Richard Rodgers et Oscar Hammerstein II, dans une production de Cinderella pour CBS, est acclamé par la critique en 1957 et diffusée en direct pour 107 millions de téléspectateurs. Pendant cette décennie, il apparaît également en concert, avec divers divas de l'opéra, notamment les sopranos Eileen Farrell et Beverly Sills. En 1957, Antonini devient directeur musical et chef d'orchestre du Tampa Philharmonic, en Floride.

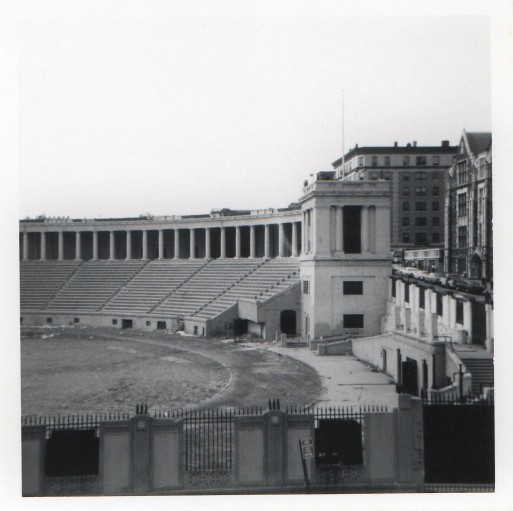
City College de New York - Lewisohn Stadium, New York (1973)

Alfredo Antonini a également servi durant les années 1950, en tant que chef d'orchestre pour les populaires concerts d'été en plein air, tenus à l'historique Lewisohn Stadium, de New York. Il apparaît avec le New York Philharmonic Symphony Orchestra et l'orchestre du Lewisohn Stadium, au cours de la série de concerts intitulés Nuit italienne, qui attirent souvent des auditoires dépassant les 13 000 auditeurs. Ces spectacles mettant en avant des airs du répertoire italien d'opéra, avec la participation de grands chanteurs d'opéra, tels que : Jan Peerce, Eileen Farrell, Richard Tucker, Beverly Sills, Licia Albanese  et Robert Merrill ,,,,,,,,,.
Au cours de la fin des années 1950 et début des années 1960, Antonini dirige l'Orchestre de CBS pour « American Musical Theater », une émission de télévision produite par le conseil d'éducation de New York (comme service public, avant la création du réseau de télévision publique) qui chronique l'évolution du théâtre musical en Amérique, devant un public d'étudiants des écoles secondaires. Parmi les invités, se sont succédé notamment : Richard Rodgers, John Bubbles (le créateur du rôle de Sportin' Life dans le Porgy and Bess de Gershwin) et bien d'autres. Il a également collaboré avec des solistes instrumentaux de premier plan au cours de cette période, y compris Benny Goodman en 1960 pour une performance du Concerto pour clarinette de Mozart au Lewisohn Stadium à New York.
En 1962, l'intérêt d'Antonini pour la diffusion des affaires publiques a émergé une fois de plus en collaboration avec la Première dame des États-Unis Jacqueline Kennedy, le réalisateur Franklin J. Schaffner et le journaliste Charles Collingwood de CBS News pour le documentaire télévisé révolutionnaire A Tour of the White House Avec Mme John F. Kennedy. Ce programme de télévision a été vu par 80 millions de personnes à travers le monde.
En 1964, Antonini apparaît comme chef d'orchestre de l'Orchestre Symphonique de CBS dans une adaptation acclamée de l'oratorio sacré d'Hector Berlioz, L'Enfance du Christ pour la télévision CBS. Ses solistes d'opéra comprenaient : Sherrill Milnes, Giorgio Tozzi, Ara Berberian, soutenu par la chorale des Camerata Singers. À cette époque, il collabore également en tant que chef d'orchestre pour un épisode télévisé de The CBS Repertoire Workshop - Feliz Borinquen, qui a présenté les talents de ces artistes portoricain de premier plan comme : Martina Arroyo et Raul Davila.

En plus de diriger pour la radio WOR de New York, pendant les années 1940, il est chef invité de divers orchestres symphoniques à Chicago, Milwaukee, Oslo et au Chili dans les années 1950. 

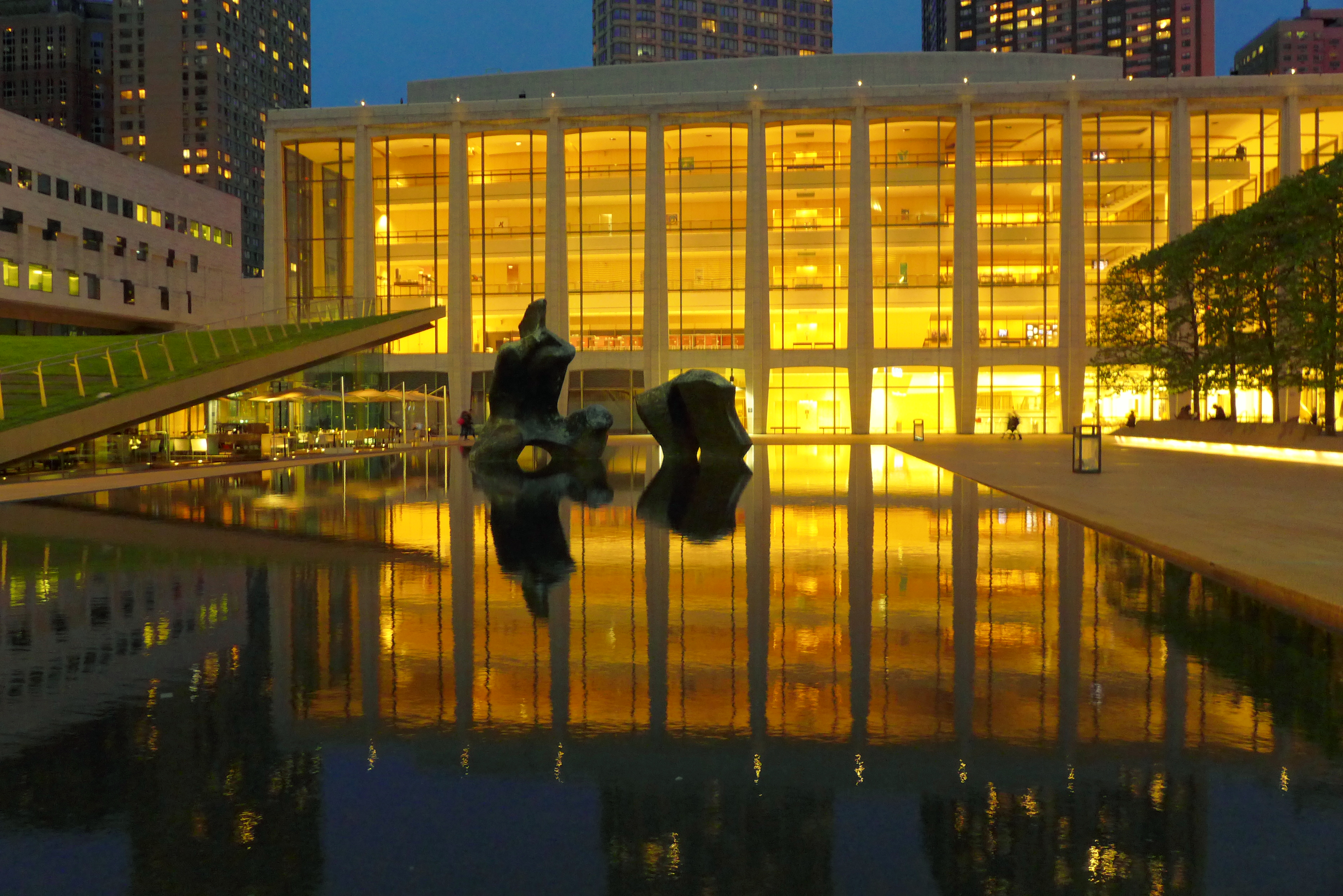
Philharmonic Hall - Lincoln Center
Avery Fisher Hall avec la sculpture de Henry Moore

En 1964, Antonini est chef invité de l'Orchestre philharmonique de New York au Philharmonic Hall lors d'un grand opéra concert-bénéfice qui en vedette l'art de Jan Peerce et Robert Merrill et tout au long des années 1960, il poursuit sa collaboration avec les grands chanteurs d'opéra, tels le baryton  Robert Merrill et les ténors Jan Peerce et Franco Corelli, dans divers concerts de gala. Il se produit également avec Roberta Peters au Lewisohn Stadium au City College, pour un auditoire de milliers de personnes.
En 1971, Antonini excelle à nouveau comme directeur musical pour le réseau de télévision Columbia Broadcasting System. Il dirige la première présentation de l'opéra And David Wept (« Et David pleura ») par Ezra Laderman et remporte un Emmy Award « for Outstanding Achievement in Religious Programming » (1972). Antonini collabore à cette production avec plusieurs divas d'opéra. Les solistes comprennent : Rosalind Elias, Sherrill Milnes et Ara Berberian. Plusieurs années plus tard, en 1975, il s'est encore uni avec Berberian et la mezzo-soprano Elaine Bonazzi pour le film télévisé CBS - A Handful of Souls (Une Poignée d'âmes),,,.
Les collaborations d'Antonini à CBS Television s'étendent au-delà du domaine de l'opéra pour inclure des personnalités éminentes de plusieurs professions dont : philanthropie — (John Davison Rockefeller III) ; gouvernement — (Jacqueline Kennedy-Onassis) ; journalisme — (Charles Collingwood,, Walter Cronkite,,, Daniel Shorr,) ; art — (Henry Moore, Kenneth Clark) ; danse — (Mary Hinkson) ; drame — (John Alexander, Julie Andrews, Ingrid Bergman, Betty Comden, Henry Fonda, Jackie Gleason, Steven Hill, Ron Holgate, Celeste Holm, Richard Kiley, Howard Lindsay, Michael Redgrave) et la scène de concert — (Charles Anthony, John Browning).
L'héritage musical d'Alfredo Antonini est conservé sur plusieurs enregistrements microsillon qui reflètent son intérêt pour le répertoire symphonique, la musique populaire d'Amérique latine et le grand opéra. Il a enregistré pour le label Coral Records, Columbia Masterworks et Sesac Recordings.

### Décès
En 1983, Alfredo Antonini est décédé à Clearwater, en Floride, à l'âge de 82 ans, au cours d'une opération du cœur. Il a été enterré au cimetière Sylvan Abbey Memorial Park à Clearwater. Son épouse Sandra et son fils lui ont survécu,,.

## Compositions
- The Great City
- Sarabande
- Sicilian Rhapsody
- Suite pour violoncelle et orchestre
- Préludes pour orgue
- Suite pour cordes
- The United States of America, Circa 1790
- Mambo Tropical

## Discographie
- Cinderella, chanteuse : Julie Andrews (19 mars 1957, LP Columbia Masterworks OL5190 / Sony 88725 41696 2) (OCLC 173204246 et 829091014)
- Aaron Copland, Hugo Weisgall, Alfredo Antonini - Twelve Poems of Emily Dickinson (1956, LP Columbia Masterwork ML5106)[79]
- Atmosphère By Antonini - Alfredo Antonini and His Orchestra (1955, LP Coral Records LVA 9031) (OCLC 28704469)
- American Fantasy, (LP, Sesac Recordings C-1103/1104, années 1950) (OCLC 56507206)
- Romantic Classics (LP, Sesac Recordings, années 1950)
- Songs from Sunny Italy - Richard Tucker with Alfredo Antonini Conducting the Columbia Concert Orchestra (1950, LP Columbia Masterworks ML 2155)[79]
- Alfredo Antonini and His Orchestra - Dances of Latin America, (1950, LP London Records LPB.294)[79]
- Alfredo Antonini & The Columbia Concert Orchestra, soloist Richard Tucker (45t, Columbia Masterworks A-1540, années 1950)[79]
- Richard Tucker: Just For You with Alfredo Antonini and the Columbia Symphony Orchestra (45t, Columbia Masterworks: A-1619-1, années 1950)[79]
- Nestor Chayres Singing Romantic Songs of Latin America, Chef d'orchestre Alfredo Antonini, Chanteur - Néstor Cháyres (78t, Decca, années 1947) (LCCN 00726807)
- Juan Arvizu, Troubador of the Americas, Chef d'orchestre Alfredo Antonini, Chanteur Juan Arvizu (78t, Columbia Records, années 1941) (LCCN 00728857),[80]
- Latin American Music - Alfredo Antonini and Viva America Orchestra, Chef d'orchestre Alfredo Antonini, Viva America Orchestra, Chanteur Elsa Miranda (78t, Alpha Records (#12205) , annèes 194?) (LCCN 00522350),[81]
- Amapola (Joseph Lacalle), Chef d'orchestra Alfredo Antonini, Chanteur Nino Martini  (78t, Columbia Masterworks #17202-D, années 1940)[82]
- Bolero - No Me Lo Digas (Maria Grever), Chef d'orchestre Alfredo Antonini, Chanteur Nino Martini, (78t, Columbia 17202-D, années 1940) [83]
- Nestor Chayres & Alfredo Antonini (78t, Decca 23770, années 1940)[79]
- Granada (Agustin Lara), Chef d'orchestre Alfredo Antonini, Chanteur Nestor Chayres,(78t, Decca 23770  A, années 1946)[84]
- Noche de Ronda (Maria Teressa Lara), Chef d'orchestre Alfredo Antonini, Chanteur Nestor Chayres, (78t, Decca 23770 B, années 1946))[85]
- La Palma, Chef d' orchestre Alfredo Antonini, Chanteurs Los Panchos Trio,(78t, Pilotone P45 5067, années 194?)[86]
- Rosa Negra, Chef d'orchestre Alfredo Antonini avec le Viva America Orchestra, (78t,Pilotone P45 5069 années 194?)[87]
- Alfredo Antonini and The Viva America Orchestra - Chiqui, Chiqui, Cha/Caminito De Tu Casa(78t, Bosworth Music BA.251, années 1940)[79]
- Alfredo Antonini & The Columbia Concert Orchestra, soliste: Richard Tucker (78t, Columbia Materworks, années 1940)
- Music of the Americas (78t, Pilotone Album, années 1940)
- La Spagnola (V. Di Chiara), Chef d'orchestre Alfredo Antonini, Chanteur Carlo Morelli, (78t, Columbia 17192-D, années 194?)[88]
- Alma Mia (Maria Grever), Chef d'orchestre Alfredo Antonini, Chanteur Carlo Morelli,(78t, Columbia 17192-D, années 194?)[89]
- Viva Sevilla! et Noche de Amor, Chef d 'orchestre Alfredo Antonini, Chanteur Juan Arvizu, (78t Columbia 36664, annèes 194?)[90]
- Mi Sarape et Que Paso?, Chef d'orchestre Alfredo Antonini, Chanteur Juan Arvizu, (78t, Columbia 36665, années 194?)[91]
- El Bigot de Tomas et De Donde?, Chef d'orchestre Alfredo Antonini, Chanteur Juan Arvizu, (78t, Columbia 36666, années 194?)[92]
- Canta Il Marie (Mazzola) et Si Alguna Vez (Ponce), Chef d'orchestre Alfredo Antonini, Chanteur   Carlo Morelli, (78t, Columbia 17263-D, années 1940?)[93]
- Esta Noche Ha Pasado (Sabre Marrequin), Chef d'orchestre Alfredo Antonini, Chanteur Luis G. Roldan, (78t, Columbia 6201-x années 194?)[94]
- Tres Palabras (Osvaldo Farres), Chef d'orchestre Alfredo Antonini, Chanteur Luis G. Roldan, (78t, Columbia 6201-x, années 194?)[95]

## Filmographie
- 1975 : Une Poignée d'âmes (A Handful of Souls - Film TV, Chef d'orchestre)[7]
- 1971 : Et David a pleuré (And David Wept - Film TV, Directeur de musique)[7]
- 1967 : Gauguin à Tahiti : la Recherche de Paradis(Gauguin in Tahiti: The Search for Paradise - Film TV documentaire, Chef d'orchestre)[7]
- 1967 : Les Nouveaux Vêtements de l'Empereur (The Emperor's New Clothes - Film TV, Chef d'orchestre)[7]
- 1966 : Passeport pour l'oubli (Where the Spies Are - Film TV, Chef d'orchestre)[7]
- 1965 : Rapport CBS (CBS Reports - Film TV documentaire, Chef d'orchestre)[7]
- 1965 : Jacques et le Haricot Magique (Jack and the Beanstalk - Film TV, Chef d'orchestre)[7]
- 1965 : Pinocchio (Film TV, Chef d'orchestre)[7]
- 1964 : L'enfance du Christ (Film TV, Chef d'orchestre)[7]
- 1964 : Atelier Répertoire CBS (CBS Repertoire Workshop - (Séries Télévisées, Chef d'orchestre)[7]
- 1964 : Le Vingtième siècle (The Twentieth Century - Film TV Documentaire, Directeur de la musique)[7]
- 1962 : Arias et Arabesques (Arias and Arabesques - Film TV, Chef d'orchestre)[7]
- 1962 : Cabeza de Vaca (Film TV, Chef d'orchestre)[7]

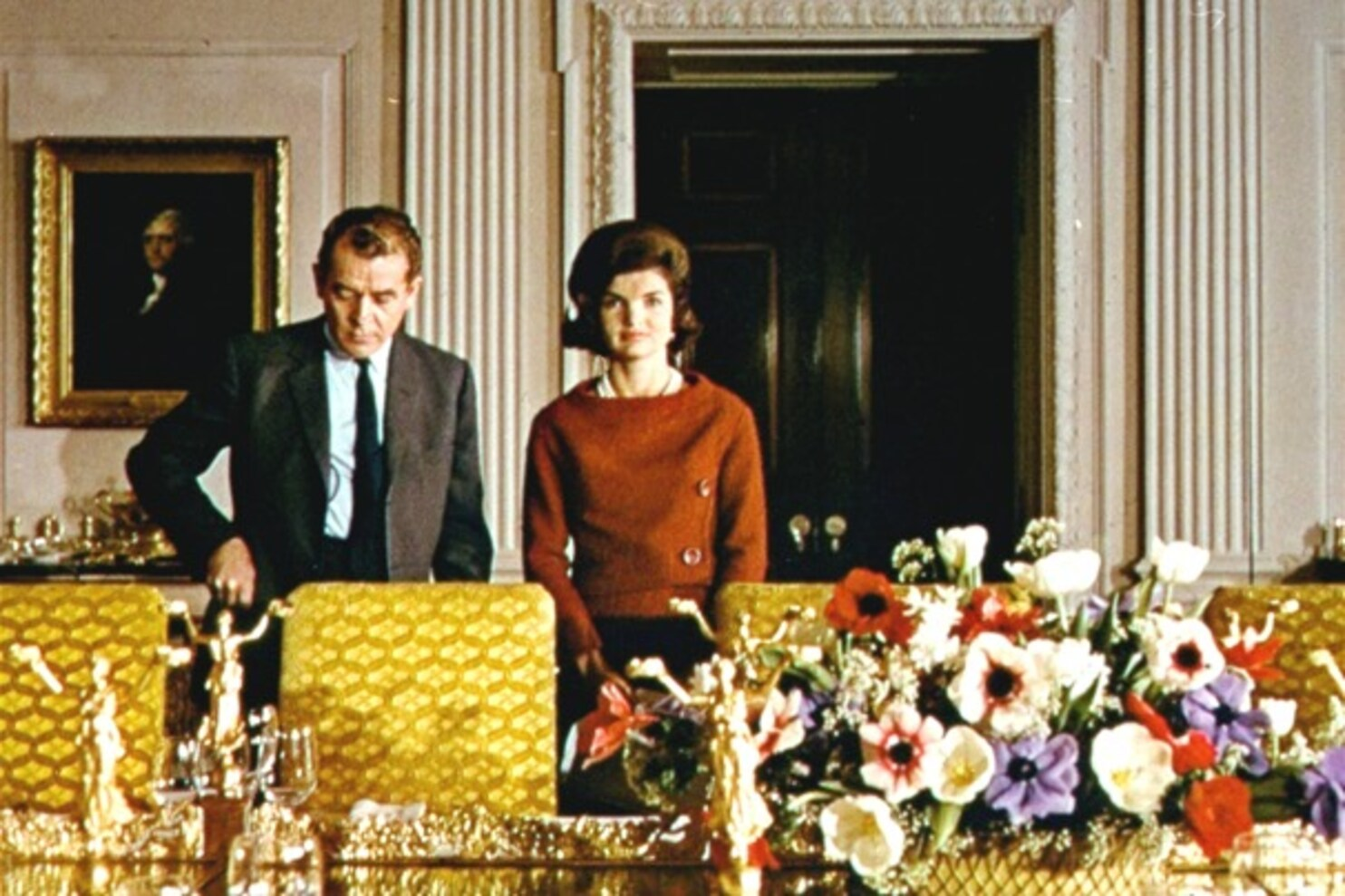
A Tour of the White House with Mrs. John F. Kennedy (1962)
Jacqueline Kennedy et
Charles Collingwood (1962)
Charles Collingwood murrow27s boys

- 1962 : Une Visite de la Maison Blanche (A Tour of the White House- TV documentaire, Directeur de la musique)[7]
- 1961 : Vingt-Quatre heures dans la vie d'une femme (Twenty-Four Hours in a Woman's Life - Film TV, Chef d'orchestre)[7]
- 1961 : Et sur Terre, Paix (And On Earth, Peace - Film TV, Compositeur)[7]
- 1960 : Festival de la musique de printemps : Solistes Américains (Spring Festival of Music: American Soloists - Film TV, lui-même)[7]
- 1960 : Le Bon Homme (The Right Man - Film TV, Chef d'orchestre )[7]
- 1960 : The Fabulous Fifties (The Fabulous Fifties - TV Documentaire, Directeur de la musique)[7]
- 1958 : L'Incroyable Turc (The Incredible Turk - TV Documentaire, Chef d'orchestre)[7]
- 1957 : Les Sept Arts Animés (The Seven Lively Arts - Séries télévisées, Directeur de la musique)[7]
- 1957 : Puissance Aérienne (Air Power - TV Documentaire, Directeur de musique)[7]
- 1957 : Cinderella (Présentation spéciale pour la télévision, Directeur de la musique)[7]
- 1957 : Studio One (série télévisée) (Studio One in Hollywood - Séries télévisées, Directeur de la musique)[7]
- 1952 : Le spectacle Jane Froman (The Jane Froman Show - Séries télévisées, Chef d'orchestre)[7]
- 1920 : Le Cabinet du Dr Caligari (The Cabinet of Dr. Caligari - Film TV, Compositeur[7]

## Récompenses et distinctions
- Emmy Award pour Performance Exceptionnelle dans la Programmation Religieuse (1972)[7],[41]
- Prix pour le Service Distingué à la Musique de l'Association Nationale des Compositeurs et Chefs d'orchestre Américains[12],[41]
- Titre de Commendatore par le Président Italien (1977) [96] , [97]

- Ordre du Mérite de la République italienne (1980) [96] , [97]

## Associations professionnelles
- Société Américaine des Compositeurs, Auteurs et Éditeurs ASCAP (1948)[7]